# Spätzle

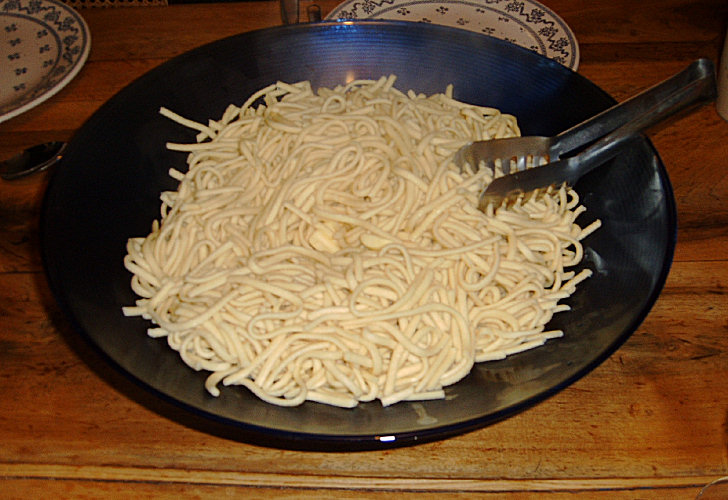
Spätzle, industriellt tillverkad

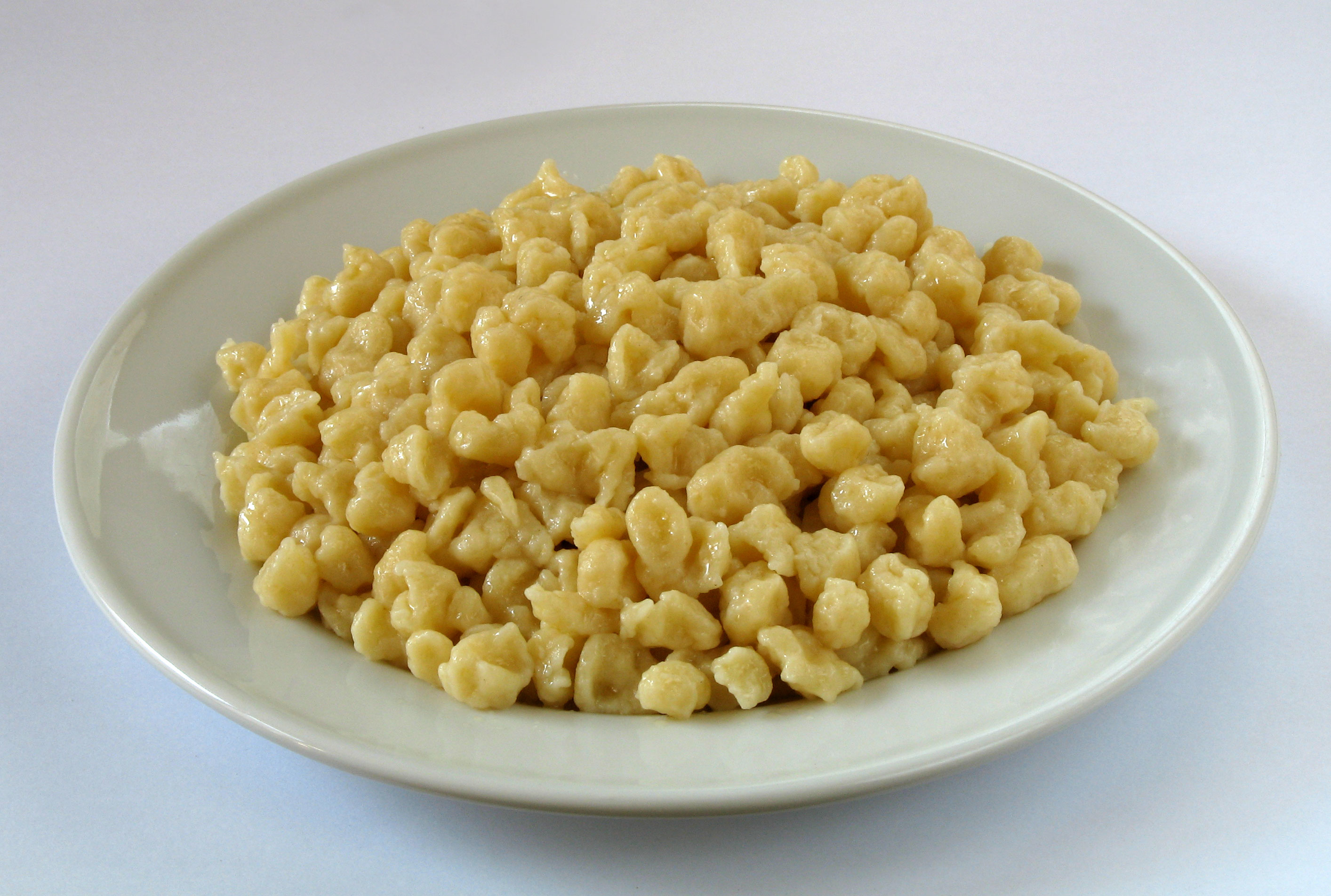
Hemmagjord spätzle

Spätzle (även kallat spätzli eller chnöpfli i Schweiz) är en maträtt med tyskt ursprung, särskilt populär i området Schwaben i södra Tyskland, i Schweiz, Österrike och Ungern, samt i Alsace i Frankrike. Namnet betyder liten sparv och spätzle tillverkas av en deg som liknar degen som används för pasta. De kan till utseendet likna spaghetti men kan även ha många andra former. Namnen varierar med formerna. Spätzle bör tillverkas och ätas färska och det är fortfarande vanligt att hushållen och restaurangerna själva tillverkar dem. Man kan även köpa spätzle som är industriellt tillverkad. De ingår i en lång rad typiska maträtter som förekommer i sydtysk husmanskost.
Spätzle ätes framför allt tillsammans med vilt på hösten eller som Kässpatzen varvat med riven ost och stekt lök.  Spätzle används även i vissa former av gulasch.